# Irina Nikolajewna Benua
Irina Nikolajewna Benua, geboren Irina Nikolajewna Ossipowa, (russisch Ирина Николаевна Бенуа; * 3. Maijul. / 16. Mai 1912greg. in St. Petersburg; † 2004) war eine sowjetisch-russische Architektin und Restauratorin.

## Leben
Irina Nikolajewnas Eltern waren der Professor der Kaiserlichen Akademie der Künste Nikolai Michailowitsch Ossipow (1881–1941) und seine Frau Soja Leonidowna geborene Van der Flaas, die am St. Petersburger Konservatorium studiert hatte. Irina Nikolajewna studierte an dem aus der Kaiserlichen Akademie der Künste hervorgegangenen Leningrader Institut für Malerei, Bildhauerei und Architektur (LISchSA) in der Architektur-Fakultät mit Abschluss 1937 als Architekt-Künstlerin. Im selben Jahr heiratete sie den Leningrader Architekten Michail Konstantinowitsch Benua (1912–1955, Großneffe von Leonti Nikolajewitsch Benois und Alexander Nikolajewitsch Benois). Sie bekamen eine Tochter.
Irina Benua arbeitete nun als Architektin und Projektiererin in Fomins und Lewinsons Leningrader Werkstatt. Daneben lehrte sie Zeichnen am Leningrader Bautechnikum. Im Deutsch-Sowjetischen Krieg nach dem ersten Leningrader-Blockade-Winter wurde sie mit ihrer Tochter nach Barnaul evakuiert.
Im Herbst 1945 kehrte Benua zurück und arbeitete in den Leningrader Werkstätten für Architektur und Restaurierung. 1946–1953 stellte sie in Leningrad die 1765–1775 von Georg Friedrich Veldten und Iwan Iwanowitsch Bezkoi erbaute klassizistische Alexander-Schule wieder her, deren Südwestteil 1941 durch deutsche Fliegerbomben zerstört worden war. 1952–1956 restaurierte sie den stark beschädigten Kikin-Palast. Ihre Projekte für die Restaurierung der Peter-und-Paul-Kathedrale und der von Iwan Kusmitsch Korobow erbauten Panteleimon-Kirche wurden nicht realisiert.
Als 1965 die Leningrader Brückenbauorganisation Lenmostotrest die Initiative für die Restaurierung der Staro-Kalinkin-Brücke über die Fontanka ergriff, führte Benua das Projekt durch. Sie leitete die Restaurierung des Kamennoostrowski-Theaters (1967) und des von Adam Menelaws für Nikolaus I. erbauten Cottage-Palais in Peterhof.

## Ehrungen
- Ehrenbürgerin der Stadt Peterhof (1994)[4]
- Volksarchitekt der Russischen Föderation (2000)[5]
- Ehrenmitglied der Russischen Akademie der Architektur- und Bauwissenschaften (RAASN)

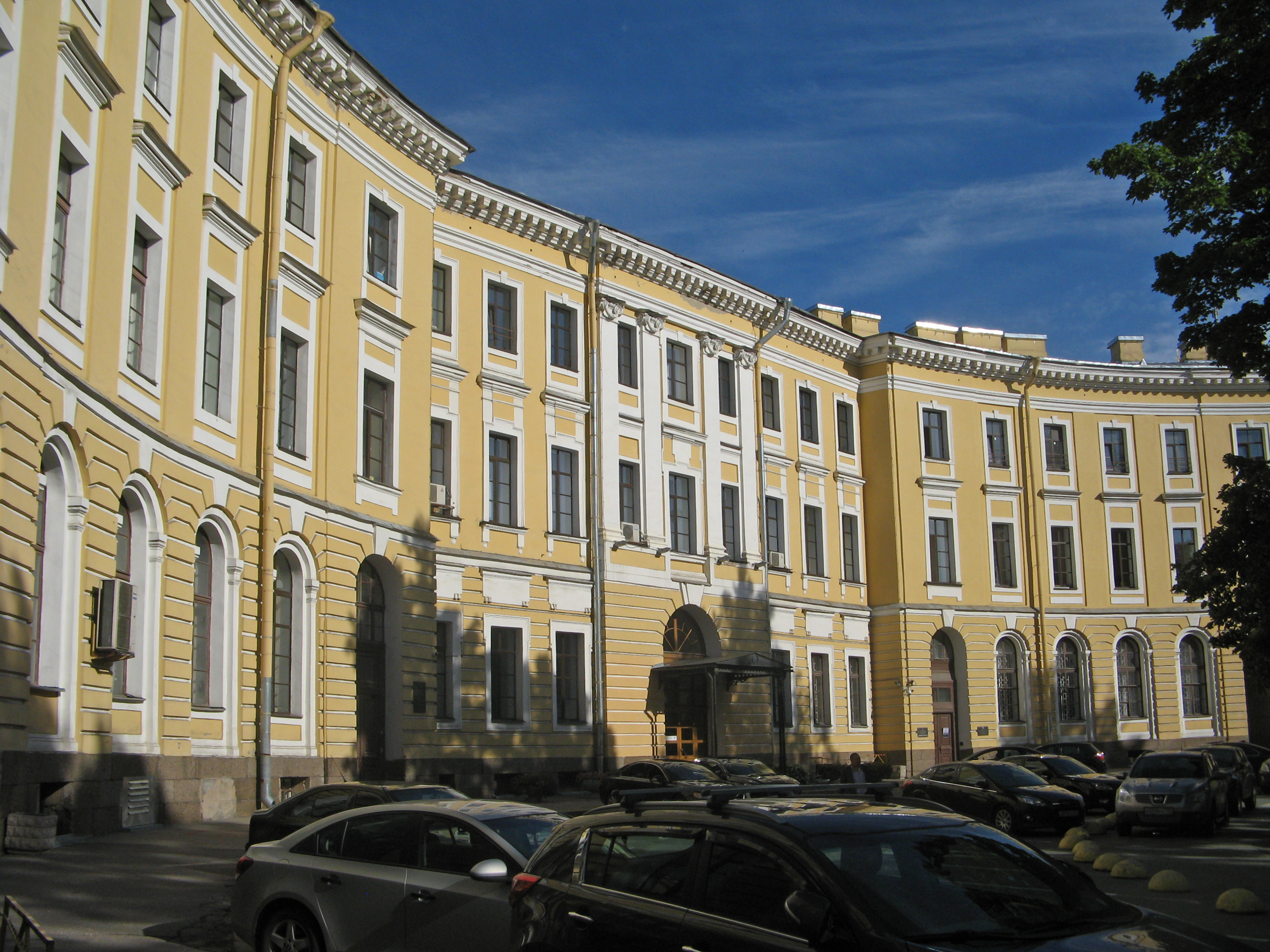
Alexander-Schule, St. Petersburg
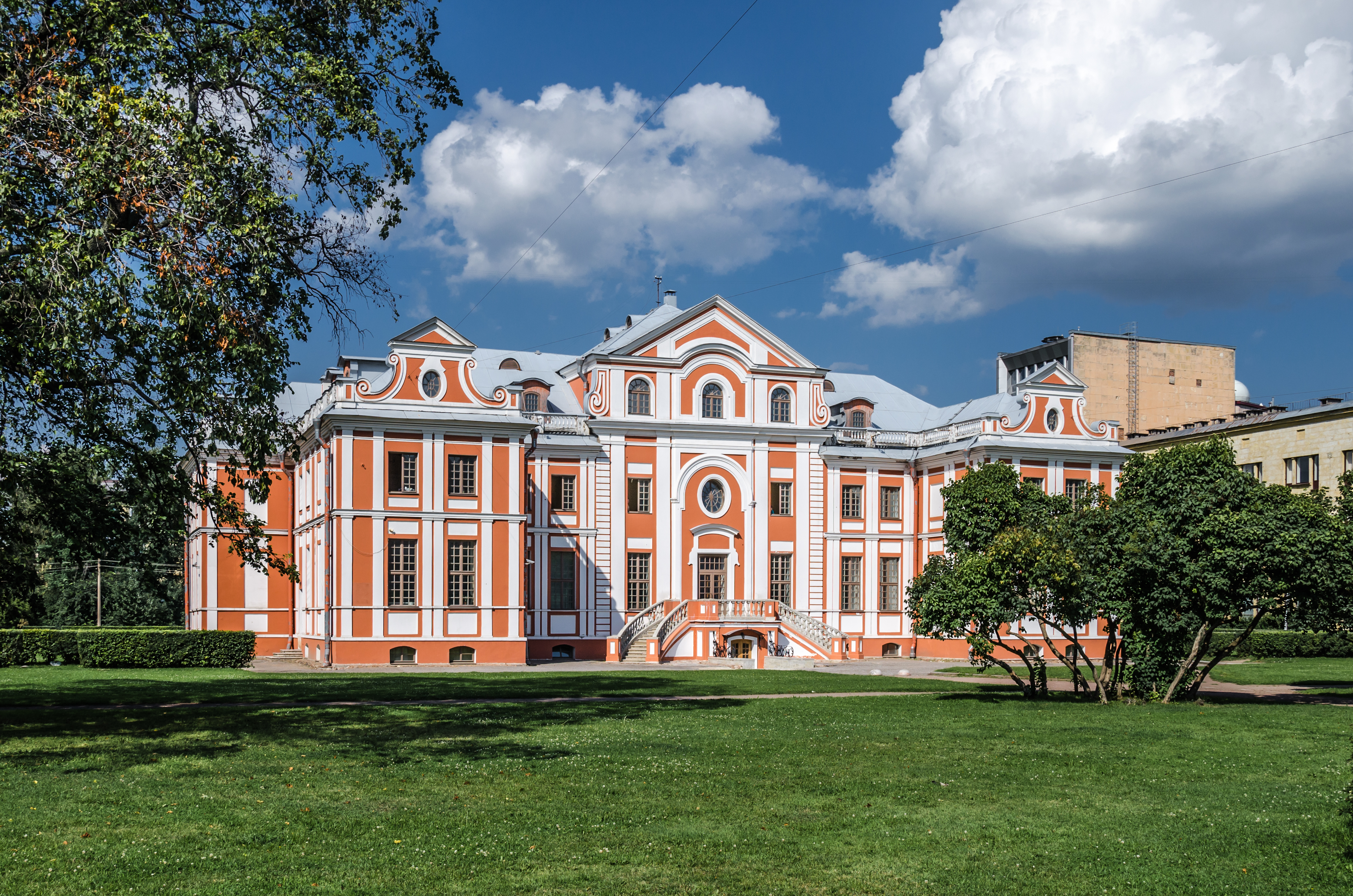
Kikin-Palast, St. Petersburg
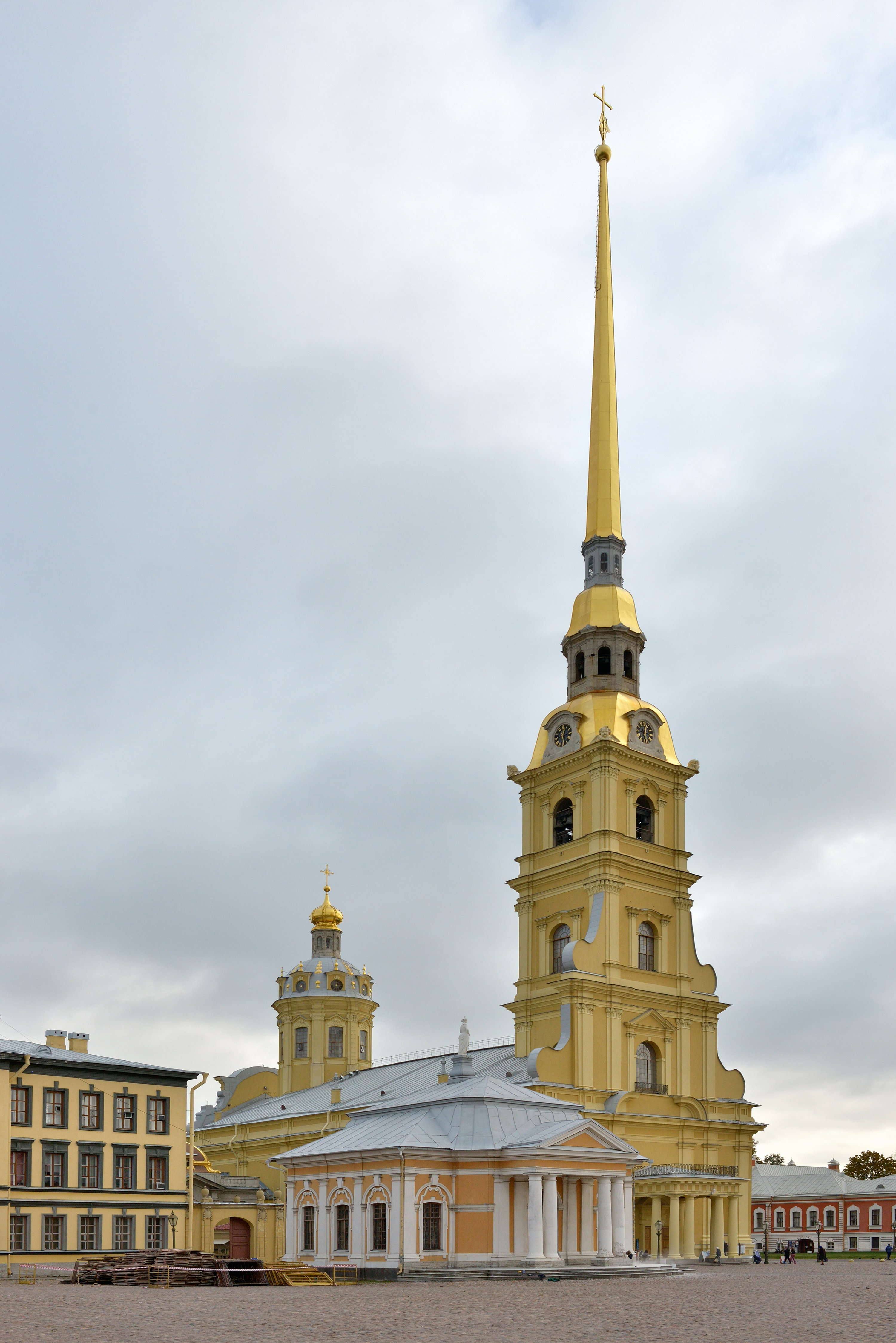
Peter-und-Paul-Kathedrale, St. Petersburg
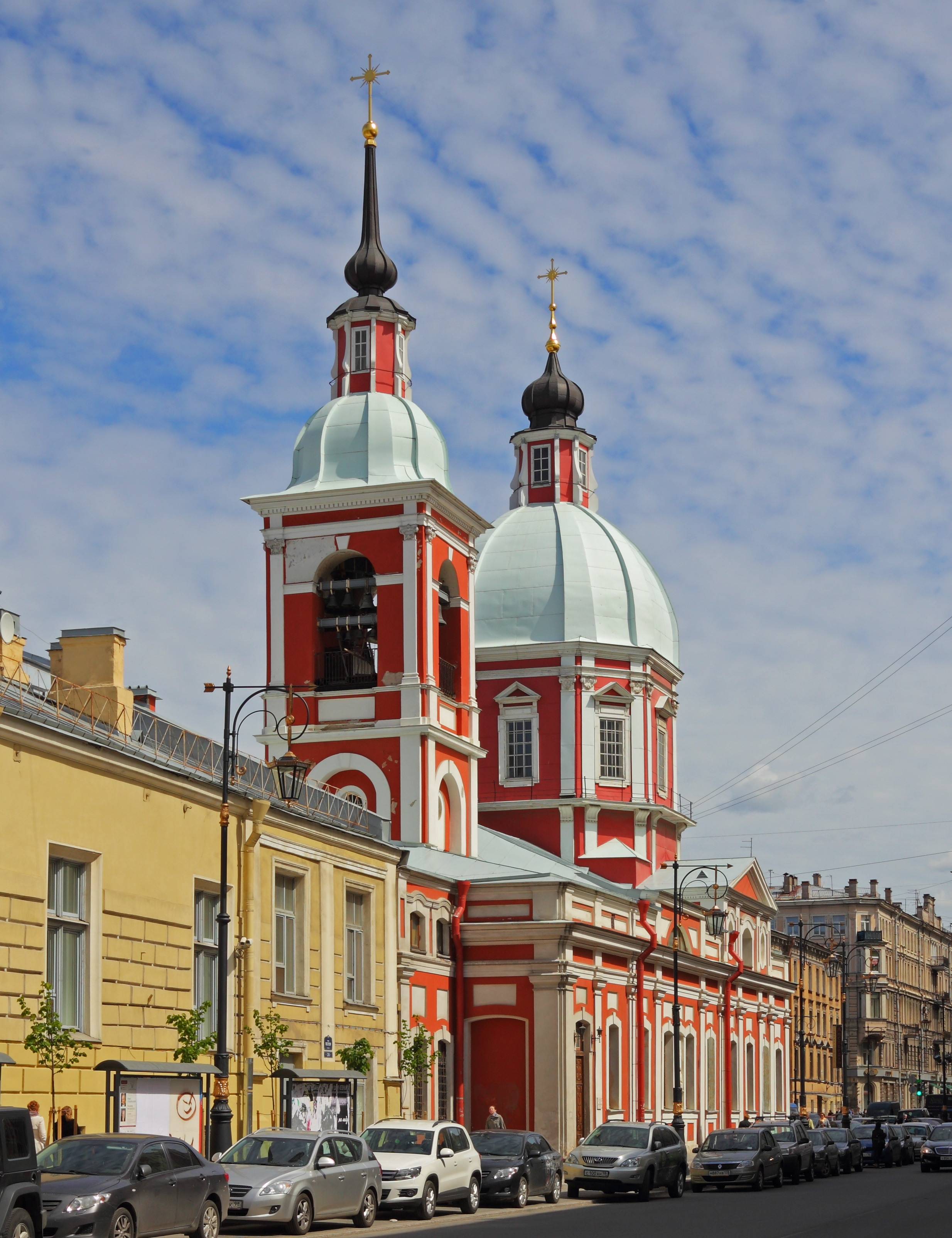
Panteleimon-Kirche, St. Petersburg
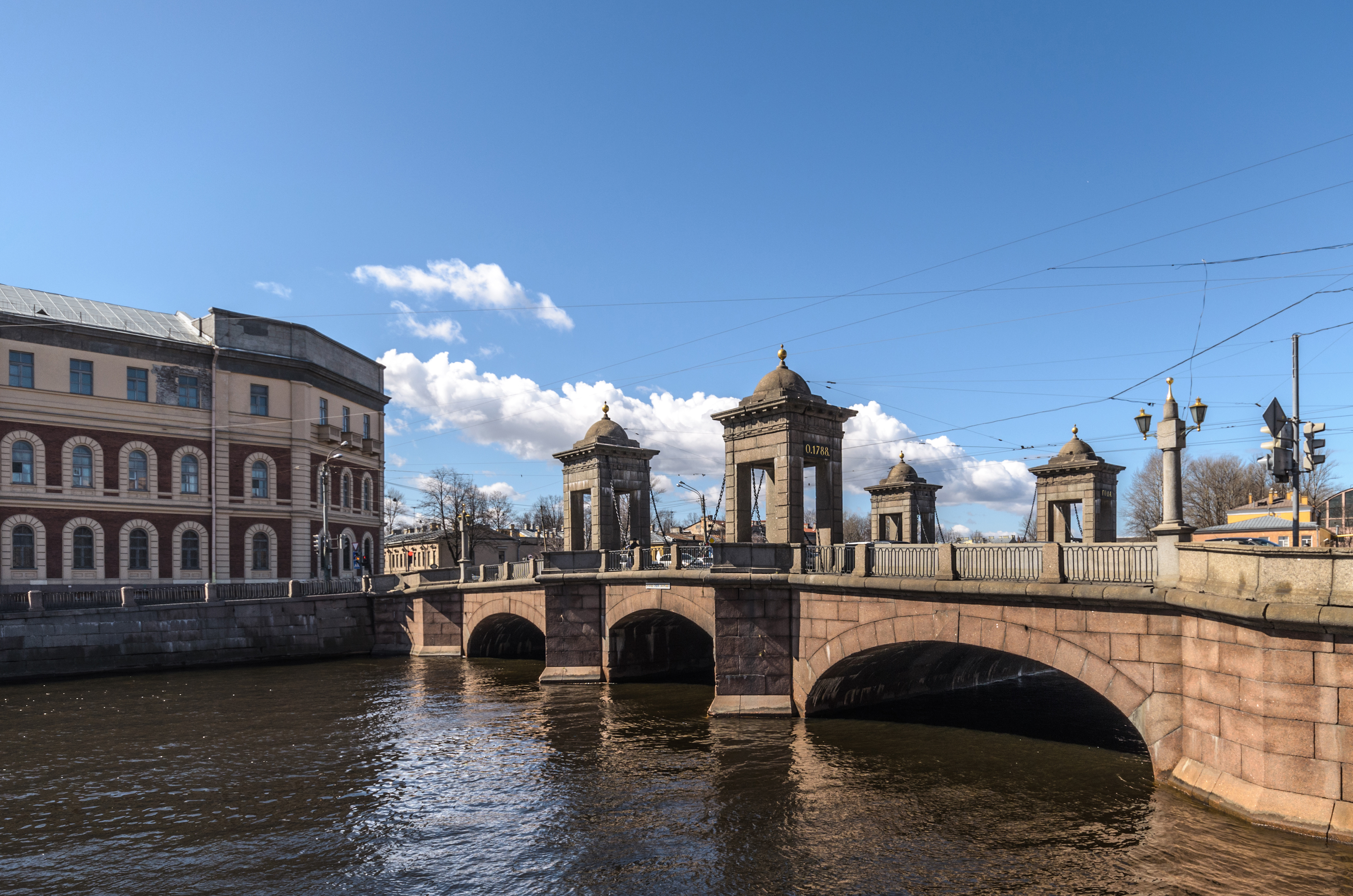
Staro-Kalinkin-Brücke, St. Petersburg
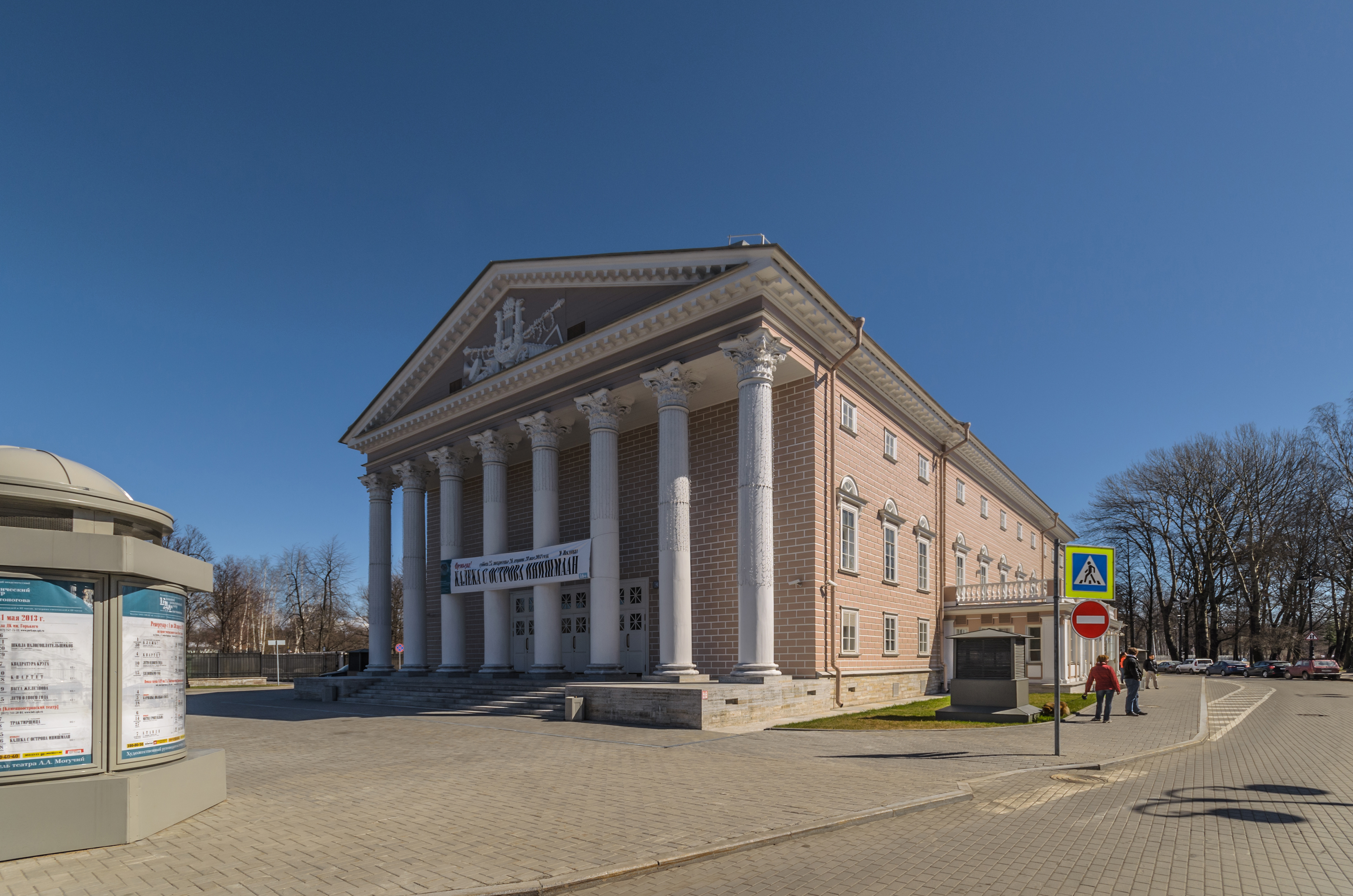
Kamennoostrowski-Theater, St. Petersburg
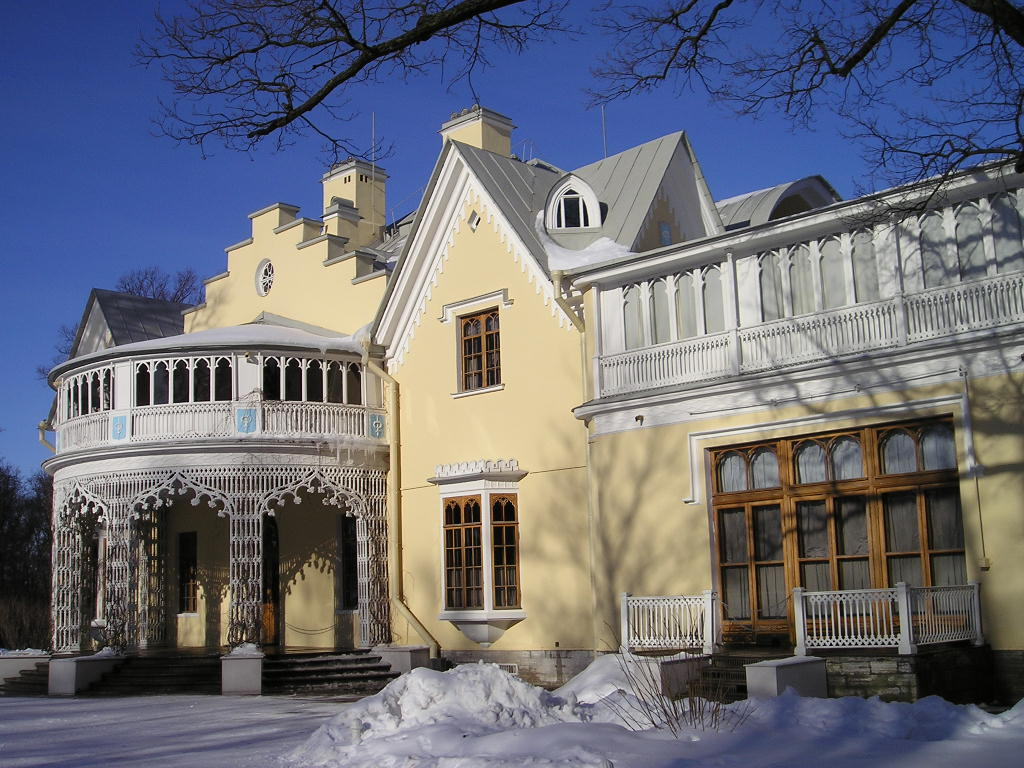
Cottage-Palais, Peterhof